# 大長見ダム
大長見ダム（おおながみダム）は、島根県浜田市弥栄町栃木地先にある周布川のダムで、高さ71.5mの重力式コンクリートダムである。ダム湖は紅葉湖（こうようこ）である。

## 歴史
1974年に着手し、仮排水路を1994年6月から1995年12月に建設された。本体掘削は1995年6月に開始され、1997年9月に終了した。本体打設/盛土は1997年11月に開始され、2000年12月に終了した。そして、2003年に竣工した。工法はRCD工法である。